# 50 West Street
50 West Street es un rascacielos de 64 plantas y 237 metros de altura de uso mixto (comercial y residencial) promovido por Time Equities Inc. en Lower Manhattan, Nueva York. Contiene 191 apartamentos.

## Ubicación
El edificio se encuentra en el número 50 de West Street, en el barrio Financial District ubicado en la punta sur del borough de Manhattan en New York City. Está situado a 900 metros siguiendo West Street del One World Trade Center, el edificio más alto de Nueva York. El sitio linda con un edificio de apartamentos llamado 90 Washington al norte y está rodeado por sendos edificios que albergan los aparcamientos «Battery Park Garage» al sur y al este (desde la azotea de estos aparcamientos se realiza el Tribute in Light, un homenaje a las víctimas de los atentados del 11 de septiembre).

## Arquitectura
El edificio está diseñado por el arquitecto Helmut Jahn, conocido por obras como el Messeturm en Fráncfort, y CitySpire, Park Avenue Tower y 425 Lexington Avenue en Nueva York. La torre de cristal curvo proporcionará vistas de la bahía de Nueva York. Con tal de obtener una certificación LEED de oro, el edificio contará tecnologías sostenibles, como un techo verde, instalaciones de fontanería eficientes en el uso de agua, persianas automáticas y sistemas de ahorro energético.
Se instalaron un total de 3000 paneles de cristal realizados en Italia. Cada uno de ellos tiene un peso de hasta 860 kg, enmarcado por aluminio y engarzado con paneles de acero inoxidable. Quinientos de ellos son curvos y cuestan entre un 300 y un 500% más que los normales. Según Jahn, no hay ningún otro edificio que emplee cristal curvo a tal escala, desde el nivel de calle al ático.
El 50 West ha sido comparado con 17 State Street, apreciado por su «preciosa fachada curva hecha de cristal reflectante», según el crítico de arquitectura Carter B. Horsley que considera que el 50 West es «una versión completaria y actualizada». Mientras que la fachada de 17 State termina con una azotea tradicional, las curvas del 50 West ascienden verticalmente hasta el parapeto del observatorio, parándose en un pequeño retranquéo cerca del pináculo.
La base del edificio está inclinada hacia adentro en un cantilever curvo, potenciando la sensación de verticalidad, con miras a extender espacio para el paseo (Ward’s Walk) entre el edificio y el aparcamiento de Battery Garage al sur.
El interiorista Thomas Juul-Hansen ha creado para cada apartamento acabaos lujosos y disposiciones espaciosas.

## Construcción
El 7 de junio de 2007 se presentaron los planos del proyecto por el CEO de Time Equities Francis Greenburger a los comités del Financial District, Battery Park City y Quality of Life de la junta de la comunidad. El 5 de octubre de 2007, fueron aprobados por la New York City Planning Commission. Inicialmente los planes del edificio tuvieron que enfrentarse a la oposición surgida a raíz de que el proyecto no llevaba aparejado fondos para viviendas protegidas, pero posteriormente un acuerdo de 5 millones de dólares puso fin a esta situación, incluyendo 430 000 dólares para la escuela local P.S./I.S. 89 para un programa de informática. El sitio anteriormente estaba ocupado por dos edificios, uno de ellos era un edificio de 13 plantas de altura, conocido como Crystal Building que destacaba por su techo de mansardas de 3 plantas de altura, que fueron demolidos entre finales de 2007 y los primeros meses de 2008.
El promotor Time Equities realizó la puesta de la primera piedra en junio de 2008 en lo que iba a ser una torre de 66 plantas destinada a hotel y apartamentos en 50 West Street. En otoño de ese mismo año los trabajos de construcción se paralizaron debido a la crisis económica, y, según Greenberger, se dejó «aparcado» para tiempos mejores. En 2011, el promotor obtuvo nuevos permisos de construcción. La idea del hotel, que iba a ir ubicado en las primeras catorce plantas, se desechó siendo sustituida por varias plantas de uso comercial. Además, tras los daños provocados por el Huracán Sandy en 2012, los promotores decidieron hacer el edificio resistente a las inundaciones implementando varias medidas: levantaron la altura de los antepechos a nivel de suelo, emplearon puertas especiales para evitar inundaciones, y trasladaron las salas mecánicas a plantas superiores.
En agosto de 2013, Greenburger obtuvo un préstamo hipotecario de 400 millones de $ y los trabajos de construcción finalmente se reanudaron tras un retraso de cinco años. En diciembre de 2013, Time Equities lanzó un sitio web promocional de 50 West Street con nuevos renderings destacando las vistas panorámicas de la torre. Al sur, es posible observar hitos como la Governors Island, la Estatua de la Libertad y Ellis Island.
Las ventas empezaron la primavera de 2014 y se espera que las obras terminen en 2016. El edificio fue coronado en septiembre de 2015. El edificio se completó en enero de 2017.

## Instalaciones
El edificio cuenta con 191 unidades residenciales, de uno a cuatro dormitorios, incluyendo varios dúplex y salones de doble altura a lo largo de todo el edificio, así como dos áticos penthouse. El precio de las unidades oscila desde 1 960 000$ a 22 645 000$. Cuatro plantas del edificio están destinadas a instalaciones equipadas con las últimas tecnologías como una sala con piscina, sauna, baño de vapor, jacuzzi, así como un gimnasio, un lounge con sofás, sala de proyecciones privada, sala de juegos para niños, guardería, cocina para presentaciones y salón-comedor, biblioteca y una terraza para cenar.
El edificio tiene un observatorio privado al aire libre en la planta 64 a 224 metros de altura. Irá equipado con miradores binoculares, barbacoas y zonas para comer.